# Login (TV-program)
Login är ett tidigare svenskt tv-program om teknik. Programledare är Johan Ågren och Charlotte Burström. Programmet började sändas den 23 augusti 2006 på SVT. Programmet sändes från SVT Umeå.